# Dimas Lara Barbosa

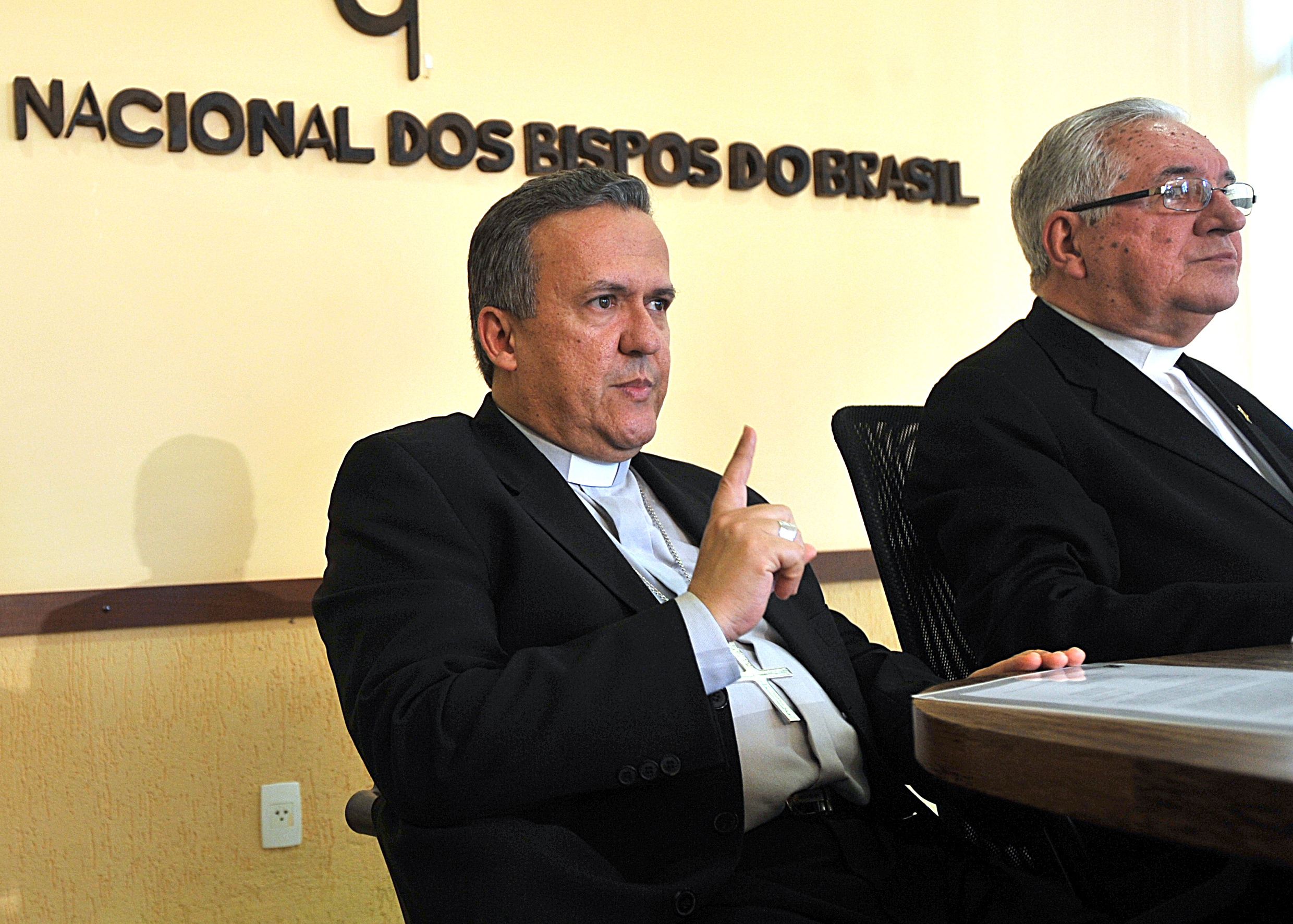

Dimas Lara Barbosa (* 1. April 1956 in Boa Esperança, Minas Gerais, Brasilien) ist ein brasilianischer Geistlicher und römisch-katholischer Erzbischof von Campo Grande.

## Leben
Der Bischof von São José dos Campos, Eusébio Scheid SCJ, weihte ihn am 3. Dezember 1988 zum Priester.
Papst Johannes Paul II. ernannte ihn am 11. Juni 2003 zum Weihbischof in São Sebastião do Rio de Janeiro und Titularbischof von Megalopolis in Proconsulari. Der Erzbischof von Rio de Janeiro, Eusébio Scheid SCJ, spendete ihm am 2. August desselben Jahres die Bischofsweihe; Mitkonsekratoren waren José Nelson Westrupp SCJ, Bischof von São José dos Campos, und Raymundo Damasceno Assis, Weihbischof in Brasília. Als Wahlspruch wählte er SERVIRE IN LÆTITIA.
Am 4. Mai 2011 wurde er von Papst Benedikt XVI. zum Erzbischof von Campo Grande ernannt und am 10. Juli desselben Jahres in das Amt eingeführt.